# Aleksandra Samusenko
Aleksandra Grigórievna Samusenko (en ruso: Алекса́ндра Григо́рьевна Самусе́нко; 14 de octubre de 1922 – 3 de marzo de 1945) fue una comandante de tanques y oficial de enlace soviética que combatió durante la Segunda Guerra Mundial al mando de una unidad de tanques T-34. Es la única mujer tanquista que sirvió en las filas del prestigioso 1.er Ejército de Tanques de la Guardia. Durante su participación en la guerra recibió la Orden de la Estrella Roja por su valentía en la Batalla de Kursk. También recibió la Orden de la Guerra Patria de 1.er y 2.do grado.

## Biografía
Aleksandra Samusenko nació el 14 de octubre de 1922 en la pequeña localidad rural de Sviatoe en la gobernación de Gómel de la RSS de Bielorrusia (actualmente el pueblo de Kirovo, raión de Žłobin en el óblast de Gómel en Bielorrusia).
Samusenko comenzó su período de servicio en el Ejército Rojo en 1935 (cuando apenas tenía 16 años) como soldado raso en un pelotón de infantería. Participó en la Guerra de Invierno (1939-1940) contra Finlandia en un regimiento de infantería. Comenzó la Gran Guerra Patria como una simple soldado de infantería, poco después escribió una carta al Presidente del Presídium del Sóviet Supremo de la URSS Mijaíl Kalinin con una solicitud para que le ayudara a ingresar en la escuela de tanques. Más tarde, se graduó con éxito de la academia de tanques y fue asignada al 1.er Ejército de Tanques de la Guardia.
El 28 de julio de 1943, recibió la Orden de la Estrella Roja cuando la tripulación de su tanque destruyó tres tanques Tiger I alemanes. En 1945, fue transferida como oficial de comunicaciones al cuartel general de la 1.ª Brigada de Tanques de la Guardia, con la que participó en la Ofensiva Leópolis-Sandomierz. Donde, fue nombrada subcomandante del 1.er Batallón de Tanques de la 1.ª Brigada de Tanques de la Guardia
El veterano guerra y escritor Fabián Garin, en su libro Tsvety na tankakh (Flores en tanques), mencionó un episodio en el que cierto Mindlin, que se enamoró de Samusenko, le pidió que «no fumara ni bebiera». Samusenko respondió con «¿Tal vez te has enamorado?», lo besó en la cabeza y dejó de fumar y beber a partir de entonces.
El sargento del ejército estadounidense Joseph Beyrle, que había escapado del campo de prisioneros de guerra Stalag III-C cerca de la localidad de Alt Drewitz, a principios de enero de 1945, se encontró con la brigada de tanques de Samusenko a mediados de enero. Beyrle, uno de los pocos soldados estadounidenses que se sabe que sirvió tanto en el Ejército de los Estados Unidos como en el Ejército Rojo en la Segunda Guerra Mundial, finalmente la persuadió para que le permitiera luchar junto a su unidad en su camino a Berlín, comenzando así un largo periodo de tiempo en el que combatió en un batallón de tanques soviético, donde los soviéticos apreciaron su experiencia en demoliciones. Beyrle, quien informó que Samusenko había perdido a su esposo y a toda su familia durante la guerra, la consideró como un símbolo de la fortaleza y el coraje mostrado por el pueblo soviético durante ese período. (Su hijo John Beyrle, fue embajador de Estados Unidos en Rusia entre 2008 y 2012).
Murió a causa de las heridas sufridas en combate en el entonces pueblo alemán de Zülzefitz (a 70 km de Szczecin) durante la Ofensiva de Pomerania Oriental. Según el veterano de guerra, Piotr Demidov, fue aplastada bajo las orugas de un tanque soviético cuyo conductor no podía ver a las personas que la acompañaban en la oscuridad. Según otra versión, se trataba de un vehículo de artillería autopropulsado alemán. Fue enterrada posteriormente en la plaza central de la ciudad de Labes (actualmente en el Voivodato de Pomerania Occidental en Polonia).
El 10 de abril de 1945, recibió póstumamente la Orden de la Guerra Patria de 1.er grado.

## Condecoraciones
|  | Orden de la Guerra Patria de 2.do grado(27 de marzo de 1943)                |
|  | Orden de la Estrella Roja (28 de julio de 1943)                             |
|  | Orden de la Guerra Patria de 1.er grado (10 de abril de 1945, póstumamente) |